# South Hero
South Hero ist eine Town im Grand Isle County des Bundesstaates Vermont in den Vereinigten Staaten mit 1.674 Einwohnern (laut Volkszählung von 2020).

## Geografie

### Geografische Lage
South Hero liegt auf der Südhälfte der größten Insel im Lake Champlain, der Grand Isle, direkt an der Grenze zum Bundesstaat New York im Westen und etwa 40 Kilometer südlich der kanadischen Grenze und gehört zum Grand Isle County. Die Oberfläche der Town ist eben. Mehrere kleinere Bäche durchfließen das Gebiet der Town.

### Nachbargemeinden
In der näheren Umgebung liegende Gemeinden sind meist über Straßendämme durch den Lake Champlain erreichbar. Im Folgenden stellt die erste Entfernungsangabe deswegen immer die Luftlinie, die zweite die ungefähre Fahrentfernung dar.
- Norden: North Hero, 20 km
- Norden: Grand Isle, 8 km
- Osten: Milton, 15 km/24 km
- Südosten: Colchester, 15 km/19 km
- Süden: Burlington, 22 km/25 km

### Klima
Die mittlere Durchschnittstemperatur in South Hero liegt zwischen −7,8 °C (18 °Fahrenheit) im Januar und 21,2 °C (70,4 °Fahrenheit) im Juli. Damit ist der Ort gegenüber dem langjährigen Mittel der USA um etwa 9 Grad kühler. Die Schneefälle zwischen Mitte Oktober und Mitte Mai liegen mit mehr als zwei Metern etwa doppelt so hoch wie die mittlere Schneehöhe in den USA. Die tägliche Sonnenscheindauer liegt am unteren Rand des Wertespektrums der USA, zwischen September und Mitte Dezember sogar deutlich darunter.
|                       | Jan   | Feb   | Mär  | Apr  | Mai  | Jun  | Jul  | Aug  | Sep  | Okt  | Nov | Dez  |   |      |
| Mittl. Tagesmax. (°C) | −2,9  | −1,3  | 4,3  | 11,8 | 19,2 | 24,3 | 26,9 | 25,9 | 21,1 | 13,8 | 7,1 | 0,3  | ⌀ | 12,6 |
| Mittl. Tagesmin. (°C) | −11,9 | −11,1 | −5,4 | 1,4  | 7,9  | 13,3 | 16,4 | 15,7 | 11,3 | 5,3  | 0,1 | −7,2 | ⌀ | 3,1  |
|                       |       |       |      |      |      |      |      |      |      |      |     |      |   |      |
| Niederschlag (mm)     | 45    | 35    | 52   | 63   | 75   | 91   | 90   | 100  | 82   | 83   | 76  | 56   | Σ | 848  |
|                       |       |       |      |      |      |      |      |      |      |      |     |      |   |      |
| Regentage (d)         | 0     | 7     | 9    | 10   | 12   | 12   | 11   | 11   | 10   | 11   | 11  | 10   | Σ | 114  |

| −11,9 |

| −11,1 |

| −5,4 |

| 1,4 |

| 7,9 |

| 13,3 |

| 16,4 |

| 15,7 |

| 11,3 |

| 5,3 |

| 0,1 |

| −7,2 |

| −11,9 |

| −11,1 |

| −5,4 |

| 1,4 |

| 7,9 |

| 13,3 |

| 16,4 |

| 15,7 |

| 11,3 |

| 5,3 |

| 0,1 |

| −7,2 |

## Geschichte

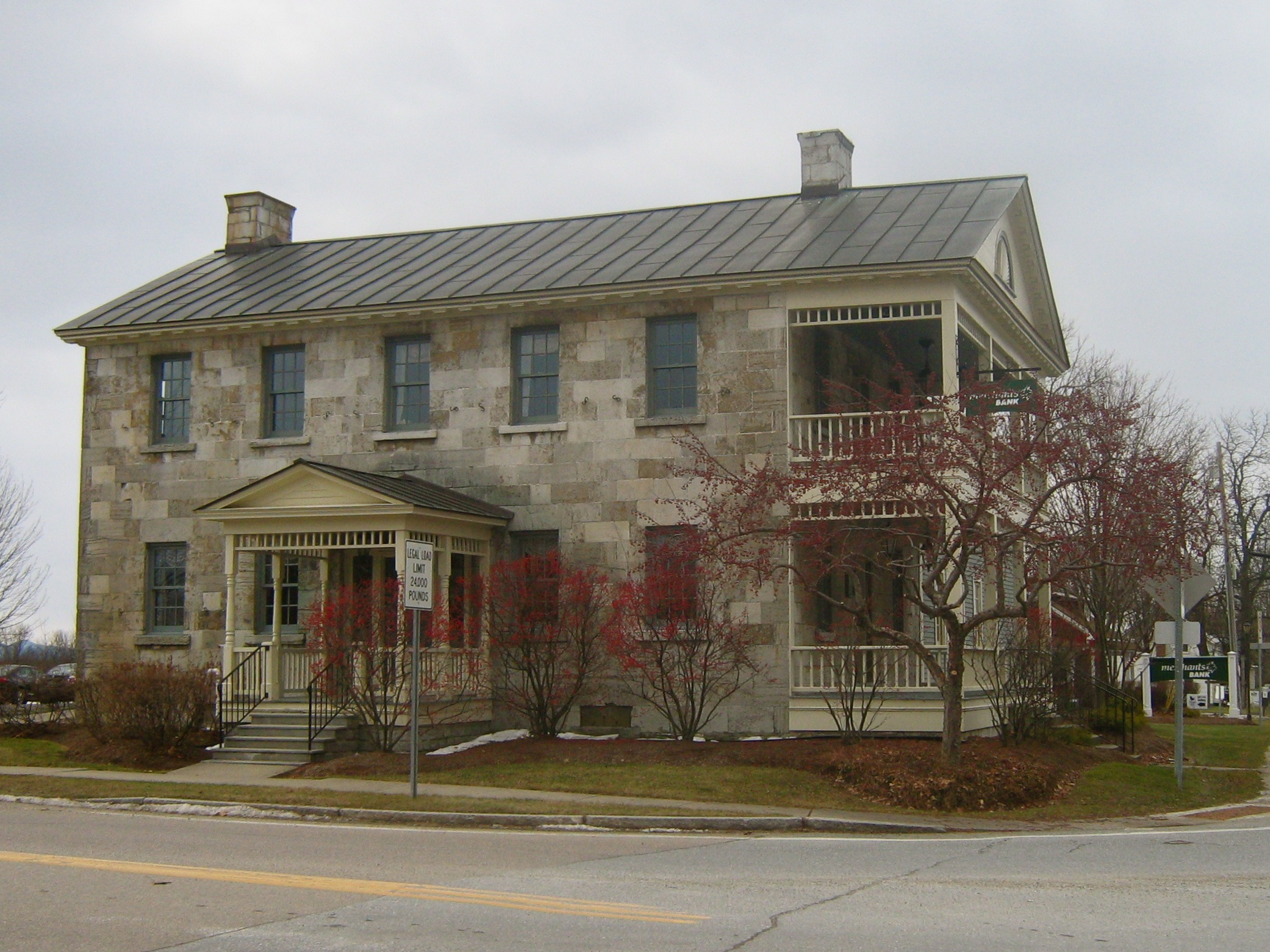
Ehemaliges South Hero Inn

Die Inseln im Lake Champlain waren, wie diverse Fundstellen beweisen, seit mehreren tausend Jahren bewohnt, als die Franzosen ab 1734 mit der Kolonialisierung von Norden aus, dem heutigen Kanada, begannen. Zu diesem Zeitpunkt war das Gebiet der Großen Inseln noch für eine einheitliche Verwaltung vorgesehen. Nach der Eroberung des Gebietes durch die Briten und die spätere Unabhängigkeit der Vereinigten Staaten änderte sich diese Aufteilung jedoch: der Bereich wurde in die Halbinsel des heutigen Alburgh und die drei großen Inseln im See aufgeteilt. Der Bereich Two Heros, der 1798 in die Bereiche North Hero, Middle Hero und South Hero aufgeteilt wurde, wurde 1779 zur Besiedlung ausgeschrieben; ab 1783 kam es unter Colonel Ebenezer Allan zu ersten Urbarmachungen durch 365 Veteranen des Unabhängigkeitskrieges, an die das Land vergeben worden war. Middle Hero, der Nordteil der Grand Isle, auf der auch South Hero liegt, wurde bis 1810 durch South Hero mitverwaltet, dann aber unter dem Namen Grand Isle selbständig.
Der Ursprung des anfänglichen Namens Two Heros ist nicht eindeutig; meist werden Ethan Allen und Samuel Herrick, die sich auch unter den Erstbesiedlern befanden, damit in Verbindung gebracht. Gelegentlich wird statt Samuel Herrick Ethans Bruder Ira, ebenfalls einer der Erstbesiedler, genannt.
Die Bewohner des Landkreises leben in erster Linie von Landwirtschaft (South Hero ist besonders für seine Äpfel bekannt) und dem sommerlichen Tourismus, der sich durch die recht gute Verkehrsanbindung des Ortes und die Angel- und Fischmöglichkeiten der Insel ergibt. Zusätzlich sind auch einige kleine Marinas in Buchten der Insel angesiedelt, die intensiv genutzt werden.

### Religion
Zwei Kirchengemeinden (eine römisch-katholische und eine Gemeinde der United Church of Christ) sind im Ort angesiedelt.

### Einwohnerentwicklung
| Jahr      | 1700  | 1710  | 1720  | 1730 | 1740 | 1750 | 1760 | 1770 | 1780  | 1790  |
| --------- | ----- | ----- | ----- | ---- | ---- | ---- | ---- | ---- | ----- | ----- |
| Einwohner |       |       |       |      |      |      |      |      |       | 537   |
| Jahr      | 1800  | 1810  | 1820  | 1830 | 1840 | 1850 | 1860 | 1870 | 1880  | 1890  |
| Einwohner | 611   | 826   | 842   | 717  | 664  | 705  | 617  | 586  | 620   | 559   |
| Jahr      | 1900  | 1910  | 1920  | 1930 | 1940 | 1950 | 1960 | 1970 | 1980  | 1990  |
| Einwohner | 917   | 605   | 606   | 641  | 611  | 567  | 614  | 868  | 1.188 | 1.404 |
| Jahr      | 2000  | 2010  | 2020  | 2030 | 2040 | 2050 | 2060 | 2070 | 2080  | 2090  |
| Einwohner | 1.696 | 1.631 | 1.674 |      |      |      |      |      |       |       |

## Wirtschaft und Infrastruktur

### Verkehr
Über South Hero läuft die einzige Straßenverbindung zwischen Vermont und New York nördlich des Lake Champlain auf dem U.S. Highway 2 in nordsüdlicher Richtung von Grand Isle im Norden nach Milton im Südosten. Eine Bahnverbindung der Rutland Railway über einen Erddamm, der von einer Halbinsel nördlich Burlingtons fünf Kilometer durch den See bis zur Südspitze der Grand Isle gebaut worden war, ist seit den 60er Jahren stillgelegt. Der Bahndamm dient heute als Wanderweg. Die nächstgelegenen Haltestellen befinden sich in Rouses Point oder St. Albans.

### Öffentliche Einrichtungen
Es gibt kein Krankenhaus in South Hero. Das nächstgelegene Hospital ist das University of Vermont Medical Center in Burlington.

### Bildung
South Hero gehört mit Alburgh, Grand Isle, Isle La Motte und North Hero zur Grand Isle Supervisory Union. Seit 2005 ist ebenfalls eine Grund- und Mittelschule in South Hero vorhanden; damit war South Hero die letzte Gemeinde Vermonts, die eine ständige Grundschule einrichtete. Die Folsom School bietet Schulklassen vom Kindergarten bis zum achten Schuljahr.
Die South Hero Community Library befindet sich an der South Street. Die South Hero Historical Society bewahrt das historische Erbe der Town.

## Persönlichkeiten

### Söhne und Töchter der Stadt
- Jewett W. Adams (1835–1920), Politiker und Gouverneur von Nevada

### Persönlichkeiten, die vor Ort gewirkt haben
- Asa Lyon (1763–1841), Politiker und Pastor von South Hero
- Craig Alanson (* 1961 oder 1962), Schriftsteller